# Rhyncophoromyia spinipleura
Rhyncophoromyia spinipleura är en tvåvingeart som beskrevs av Borgmeier 1959. Rhyncophoromyia spinipleura ingår i släktet Rhyncophoromyia och familjen puckelflugor. Inga underarter finns listade i Catalogue of Life.